# Чериале
Чериале (итал. Ceriale) — коммуна в Италии, располагается в регионе Лигурия, в провинции Савона.
Население составляет 5878 человек (2008 г.), плотность населения составляет 524 чел./км². Занимает площадь 11 км². Почтовый индекс — 17023. Телефонный код — 0182.
Покровителем населённого пункта считается святой Рох.

## Демография
Динамика населения:

## Города-побратимы
- Суха-Бескидзка, Польша (2007)

## Администрация коммуны
- Официальный сайт: http://www.comune.ceriale.sv.it